# Miles per hour
Miles per hour (engelska, "mil per timme"; mph eller mi/h) är en måttenhet för hastighet i det brittiska måttsystemet som använder sträckan engelska mil (engelska: mile) som nås per timme som hastighetsangivare. Funktionen är analog med kilometer per timme i metersystemet.
1 mph motsvarar 1,60934 km/tim och 1 km/tim motsvarar 0,62137 mph.
Enheten används i Storbritannien, USA och andra länder som använder det brittiska måttsystemet.